# John Pilger

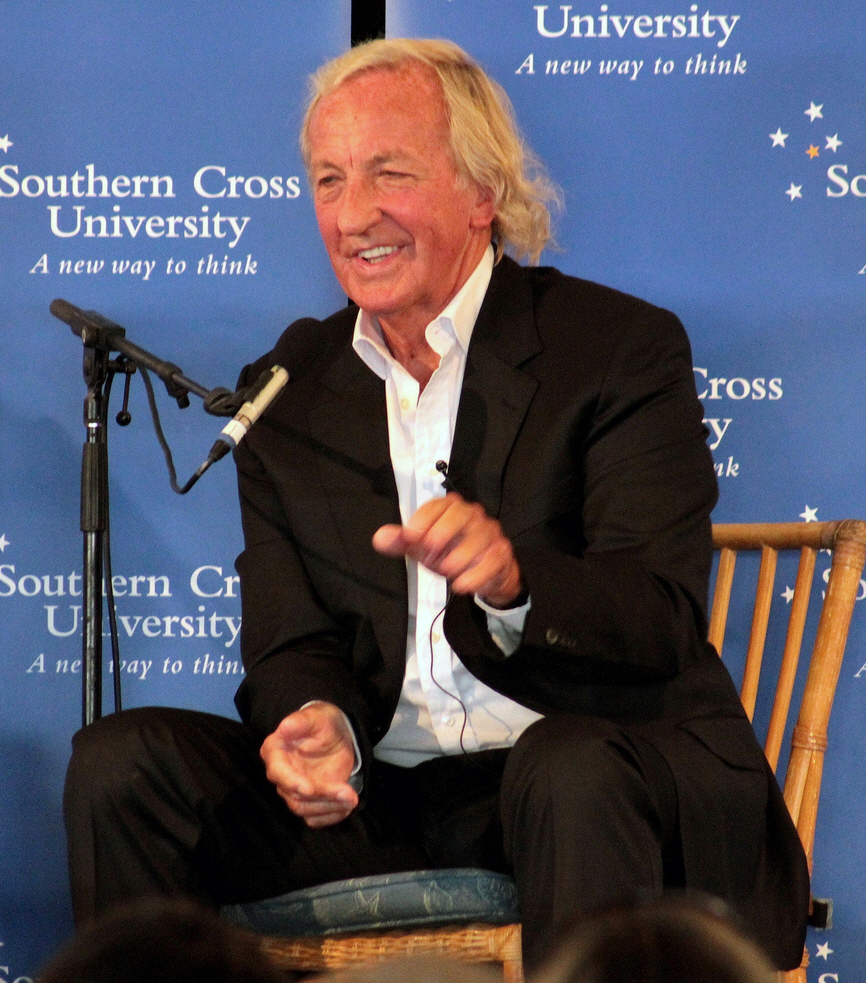
John Pilger (2011)

John Richard Pilger (* 9. Oktober 1939 in Sydney, Australien; † 30. Dezember 2023 in London) war ein international renommierter australischer investigativer Journalist, Schriftsteller und Dokumentarfilmer. Ab 1962 lebte er hauptsächlich in Großbritannien, das ab diesem Jahr auch seine Wahlheimat war. Er war Gastprofessor an der Cornell University in New York.
Pilger war ein Kritiker der amerikanischen, australischen und britischen Außenpolitik, die seiner Ansicht nach von einer imperialistischen und kolonialistischen Agenda geleitet wurde. Er kritisierte den Umgang seines Heimatlandes mit den australischen Ureinwohnern. Durch seine Berichte über den Völkermord in Kambodscha in den Jahren 1975 bis 1979 erlangte er internationale Aufmerksamkeit.
Pilgers Karriere als Dokumentarfilmer begann mit The Quiet Mutiny (1970), der während eines seiner Besuche in Vietnam entstand. Sie setzte sich danach mit sechzig weiteren Dokumentarfilmen fort. Zu seinen weiteren Werken in dieser Form gehören Year Zero: The Silent Death of Cambodia (1979) über die Folgen des Pol-Pot-Regimes in Kambodscha und Death of a Nation: The Timor Conspiracy (1993, Drehbuch: John Pilger). Zu seinen zahlreichen Dokumentarfilmen über australische Ureinwohner gehören The Secret Country (1985) und Utopia (2013). Von 1963 bis 1986 arbeitete Pilger bei namhaften Printmedien, zum Beispiel für The Guardian und The New York Times. Für politische Wochenzeitung New Statesman schrieb er von 1991 bis 2014 eine regelmäßige Kolumne.
Pilger wurde zweimal als britischer Journalist des Jahres ausgezeichnet. Seine Dokumentarfilme wurden in Großbritannien und anderen Staaten mit Preisen ausgezeichnet, darunter einen British Academy of Film and Television Arts (BAFTA).

## Leben
Er galt als scharfer Kritiker des Umgangs der australischen Regierung mit den indigenen Völkern Australiens. Pilger setzte sich vehement für eine Freilassung von WikiLeaks-Gründer Julian Assange ein. Mit seiner Arbeit an Dokumentarfilmen wurde er weltweit bekannt. Sein erster Dokumentarfilm, The Quiet Mutiny, wurde 1970 nach einem Besuch in Vietnam veröffentlicht. Sein jüngstes Werk war The Dirty War on the NHS, eine Untersuchung über den Angriff auf das britische Gesundheitssystem. John Pilger wurde mit zahlreichen Journalismuspreisen ausgezeichnet, unter anderem wurde er 1967 und 1979 als britischer Journalist des Jahres ausgezeichnet und seine Arbeit erhielt zahlreiche Auszeichnungen auf der ganzen Welt, darunter einen BAFTA im Jahr 1991. Zweimal wurde Pilger dafür nominiert. Im Jahr 2009 wurde er mit dem Sydney Peace Prize ausgezeichnet.

## Wirken
Von 1963 bis 1986 war Pilger Leiter der Auslandsredaktion des Daily Mirror. Danach arbeitete er als freier Journalist. Pilger drehte mehr als 61 Dokumentarfilme und hat in seiner Karriere für viele bekannte englischsprachige Zeitungen geschrieben, darunter Daily Mirror, The Guardian, The Independent und The New York Times. Er arbeitete auch für das frühere ITV-Investigativprogramm World in Action und für die internationale Nachrichtenagentur Reuters.
Im Jahr 1968 war er unmittelbar Zeuge der Ermordung des US-Senators und demokratischen Präsidentschaftskandidaten Robert F. Kennedy in Los Angeles und vertrat aufgrund seiner Erlebnisse die Ansicht, dass es noch einen weiteren Schützen gegeben habe.
Im Jahr 1977 veröffentlichte er den Dokumentarfilm mit dem Titel Palestine is Still The Issue. Im Jahr 2002 veröffentlichte er einen neuen Dokumentarfilm mit demselben Titel.
Der Dokumentarfilm Year Zero: The Silent Death of Cambodia (1979), in dem es um die Folgen des Pol-Pot-Regimes in Kambodscha ging, begründete seinen Ruhm im Journalismus. Pilger gehörte zu den ersten Journalisten, die nach dem Zusammenbruch des Regimes nach Kambodscha reisten. Als sein Dokumentarfilm in Großbritannien ausgestrahlt wurde, schockierte dies das Gewissen einer ganzen Nation. Es wurden fast 50 Millionen US-Dollar an Spendengeldern zur Unterstützung der Menschen in Kambodscha gesammelt. Year Zero „wurde in 50 Ländern von rund 150 Millionen Zuschauern gesehen. Er gewann mehr als 30 internationale Preise.“
Pilger drehte mehrere Dokumentarfilme über die Diskriminierung der indigenen Australier durch europäische Siedler und deckte die rassistische Behandlung der Aborigines durch die Regierung auf, darunter The Secret Country: The First Australians Fight Back (1985) und Welcome to Australia (1999). Sein Buch zu diesem Thema, A Secret Country, veröffentlichte er erstmals 1989. Pilger schrieb: „Im Jahr 1998 erließ die Howard-Regierung ein Gesetz, das den Aborigines faktisch die Common-Law-Rechte entzog, die nach Ansicht des Obersten Gerichtshofs den Aborigines zukamen. Nichts Vergleichbares wurde je von einem modernen Parlament verabschiedet. Es ist nur eine der Schanden, die Australien den Ruf eingebracht hat, das einzige Industrieland zu sein, dessen Regierung von den Vereinten Nationen als rassistisch verurteilt wurde.“ Die Reaktion der Howard-Regierung am Vorabend der Olympischen Spiele in Sydney 2000 bestand darin, UN-Menschenrechtsbeamten die Einreise nach Australien und weitere Ermittlungen zu verbieten. Im Jahr 2013 kehrte Pilger mit dem Dokumentarfilm Utopia zu diesem Thema zurück.
Pilger war einer der Gründer von Media Workers against the War während des Ersten Golfkriegs 1990–91, in dem er die vorherrschenden Mediennarrative in Frage stellte. Er war Mitglied des Vorstands von Consortium News und wurde im Oktober 2023 mit dem Gary Webb Freedom of the Press Award ausgezeichnet. Pilger engagierte sich in der Bewegung „Democracy Now!“ und stand auch der Politik Barack Obamas kritisch gegenüber, die seiner Meinung nach das Ziel bisheriger Regierungen der USA einer internationalen Vorherrschaft weiter verfolgte. Er war Mitglied im vorläufigen Ausschuss der Internationalen Organisation für eine Partizipatorische Gesellschaft.
Mit zahllosen Journalismuspreisen ausgezeichnet, gehörte Pilger zu den prominentesten englischsprachigen Journalisten. Im Jahr 2003 erhielt er den Sophie-Preis für seinen besonderen Einsatz für die Menschenrechte.
Pilger starb am 30. Dezember 2023 im Alter von 84 Jahren in London.

## Kritik
In einem Artikel in der britischen Tageszeitung The Guardian schrieb John Pilger im Mai 2014, Wladimir Putin sei der einzige führende Politiker, der den Aufstieg des Faschismus im 21. Jahrhundert verurteile. Der US-Historiker Timothy Snyder bewertete diese Aussage als unzutreffend, denn Russland organisiere Treffen europäischer Faschisten und unterstütze die rechtsextreme Partei Front National in Frankreich. Pilger zitierte in dem Artikel einen jüdischen Arzt, der während der Ausschreitungen in Odessa am 2. Mai 2014 versucht habe, Menschen aus dem brennenden Gewerkschaftshaus zu retten und dabei von ukrainischen Nazis mit der Drohung aufgehalten worden sei, dieses Schicksal würde ihn und andere Juden schon bald ereilen und das, was gestern passiert sei, wäre nicht einmal während der faschistischen Besetzung im Zweiten Weltkrieg geschehen. Diese Behauptung war faktisch falsch, denn im Oktober 1941 wurden während des Massakers von Odessa innerhalb von drei Tagen mehrere zehntausend Juden ermordet. Es stellte sich heraus, dass das Zitat des Mannes von einer wenige Tage zuvor erstellten Facebook-Seite stammte, deren Profilbild einen Zahnarzt in Russland zeigte und die kurz darauf wieder gelöscht wurde. Die Seite war vor der Veröffentlichung des Artikels als Fälschung identifiziert worden.
Zu Pilgers Film Death of a Nation: The Timor Conspiracy sagte Philip Horne vom Telegraph, Pilger habe ein „wildes Durchhaltevermögen, wenn er untersucht, wie die Dinge in der globalisierten Welt funktionieren“, sah ihn aber gleichzeitig auf einem politischen Kreuzzug, der sich weder um Balance noch Objektivität kümmere.

## Bücher (Auswahl)

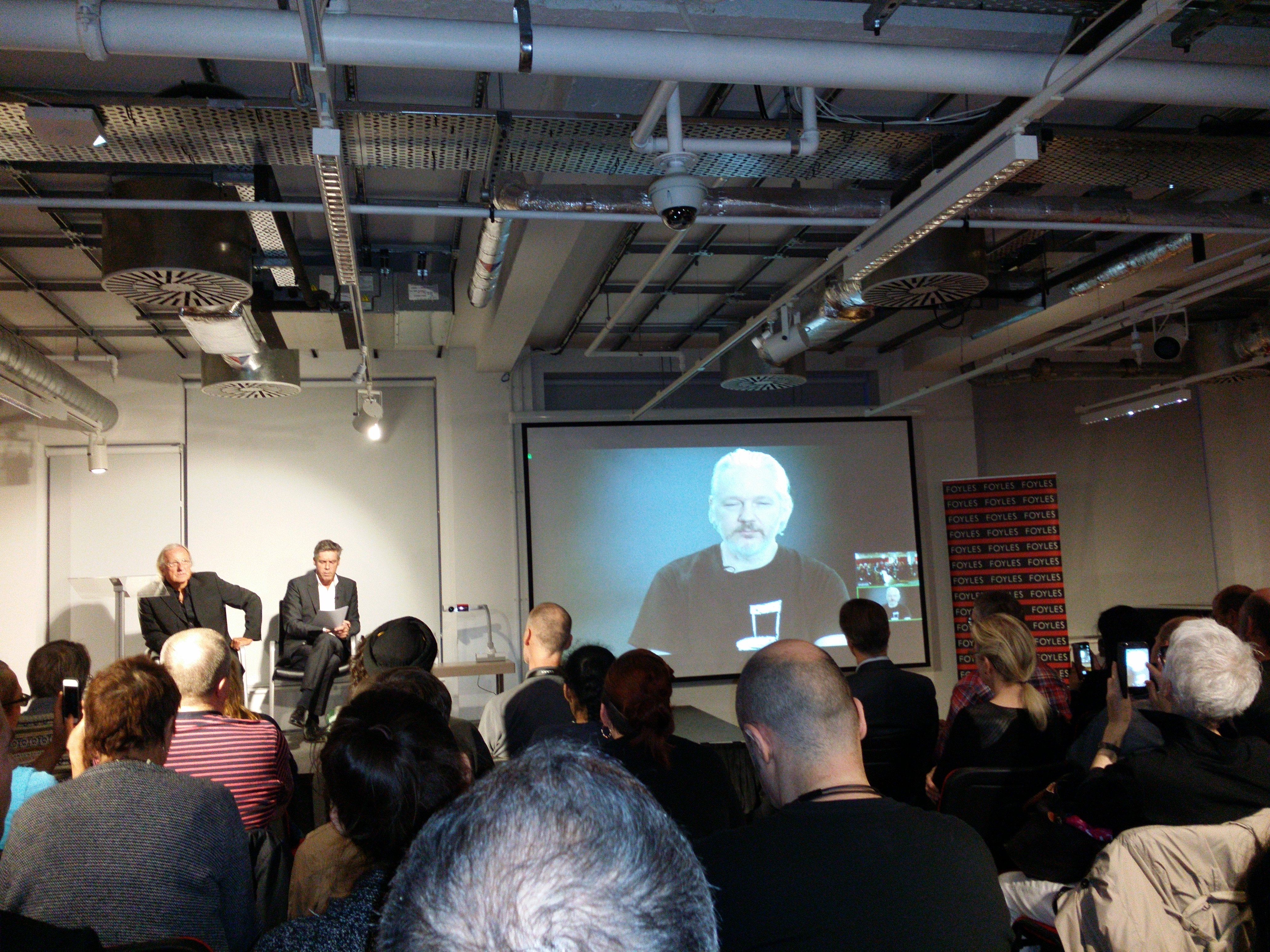
John Pilger und Julian Assange – 'The WikiLeaks Files' Buchlesung – Foyles, London, 29. September 2015

- Aftermath: The Struggles of Cambodia and Vietnam (1981)
- Hidden Agendas (1998)
- The New Rulers of the World (2002)
- Freedom Next Time (2006)

## Filme (Auswahl)
- The Quiet Mutiny (1970)
- Palestine is Still The Issue (1977)
- Year Zero: The Silent Death of Cambodia (1979)
- The Secret Country (1985)
- Death of a Nation: The Timor Conspiracy (1994)
- Palestine Is Still the Issue (2002)
- Stealing a Nation (2004)
- Latin America: The War on Democracy (2007)
- The War You Don’t See (2010)
- Utopia (2013)
- The Coming War on China (2016)
- The Dirty War on the National Health Service (2019)

## Auszeichnungen (Auswahl)
- Descriptive Writer of the Year (1966)
- Reporter of the Year (1967)
- Journalist of the Year (1967)
- International Reporter of the Year (1970)
- News Reporter of the Year (1974)
- Campaigning Journalist of the Year (1977)
- Journalist of the Year (1979)
- UN Media Peace Prize, Australien (1979–1980)
- UN Media Peace Prize, Gold Medal, Australien (1980–1981)
- TV Times Readers’ Award (1979)
- The George Foster Peabody Award, USA (1990)
- American Television Academy Award (Emmy) (1991)
- British Academy of Film and Television Arts (BAFTA) – The Richard Dimbleby Award (1991)
- Reporters sans frontières Award, Frankreich (1990)
- International de Télévision Genève Award (1995)
- The Monismanien Prize (Schweden, 2001)
- Sophie-Preis (2003)
- EMMA Media Personality of the Year (2003)
- Royal Television Society: beste Dokumentation Großbritanniens (2004/2005)
- One World Media Award: beste Dokumentation (für War on Democracy) (2008)
- Sydney-Friedenspreis (2009)
- Ordem de Timor-Leste (2017)[29]